# Temporada 2014-15 de la NBA Development League
La Temporada 2014-15 de la NBA Development League es la decimocuarta temporada de la NBA D-League, la liga de desarrollo de la NBA. Toman parte 18 equipos, configurándose cuatro divisiones, Central, Este, Suroeste y Oeste, disputando una fase regular de 50 partidos cada uno. 
Los Springfield Armor fueron transferidos a Walker (Míchigan), convirtiéndose en los Grand Rapids Drive. Asimismo, los Tulsa 66ers se trasladaron a Oklahoma City convirtiéndose en los Oklahoma City Blue. Los Austin Toros pasaron a denominarse Austin Spurs y apareció un nuevo equipo en escena, los Westchester Knicks

## Equipos participantes
Entre (paréntesis), equipo afiliado de la NBA.
| - Austin Spurs (San Antonio Spurs) - Bakersfield Jam (Phoenix Suns) - Canton Charge (Cleveland Cavaliers) - Delaware 87ers (Philadelphia 76ers) - Erie BayHawks (Orlando Magic) - Fort Wayne Mad Ants (afiliado a 13 equipos) - Grand Rapids Drive (Detroit Pistons) - Idaho Stampede (Utah Jazz) - Iowa Energy (Memphis Grizzlies) |  | - Los Angeles D-Fenders (Los Angeles Lakers) - Maine Red Claws (Boston Celtics) - Oklahoma City Blue ( Oklahoma City Thunder) - Reno Bighorns (Sacramento Kings) - Rio Grande Valley Vipers (Houston Rockets) - Santa Cruz Warriors (Golden State Warriors) - Sioux Falls Skyforce (Miami Heat) - Texas Legends (Dallas Mavericks) - Westchester Knicks (New York Knicks) |

## Temporada regular

### Conferencia Este
| Equipo              | V  | P  | PCT  | PV |
| ------------------- | -- | -- | ---- | -- |
| Maine Red Claws (1) | 35 | 15 | 70,0 | -  |
| Canton Charge (3)   | 31 | 19 | 62,0 | 4  |
| Erie BayHawks       | 24 | 26 | 48,0 | 11 |
| Delaware 87ers      | 20 | 30 | 40,0 | 15 |
| Westchester Knicks  | 10 | 40 | 20,0 | 25 |

| Equipo                   | V  | P  | PCT  | PV |
| ------------------------ | -- | -- | ---- | -- |
| Sioux Falls Skyforce (2) | 29 | 21 | 58,0 | -  |
| Fort Wayne Mad Ants (4)  | 28 | 22 | 56,0 | 1  |
| Iowa Energy              | 26 | 24 | 52,0 | 3  |
| Grand Rapids Drive       | 23 | 27 | 46,0 | 6  |

### Conferencia Oeste
| Equipo                   | V  | P  | PCT  | PV |
| ------------------------ | -- | -- | ---- | -- |
| Austin Spurs (2)         | 32 | 18 | 64,0 | -  |
| Oklahoma City Blue (4)   | 28 | 22 | 56,0 | 4  |
| Rio Grande Valley Vipers | 27 | 23 | 54,0 | 5  |
| Texas Legends            | 22 | 28 | 44,0 | 10 |

| Equipo                  | V  | P  | PCT  | PV |
| ----------------------- | -- | -- | ---- | -- |
| Santa Cruz Warriors (1) | 35 | 15 | 70,0 | -  |
| Bakersfield Jam (3)     | 29 | 21 | 58,0 | 1  |
| Reno Bighorns           | 27 | 23 | 54,0 | 15 |
| Los Angeles D-Fenders   | 24 | 26 | 48,0 | 18 |
| Idaho Stampede          | 24 | 26 | 48,0 | 26 |

## Playoffs
|  | 1ª ronda (8–15 de abril) | 1ª ronda (8–15 de abril) | 1ª ronda (8–15 de abril) |            |    | 2ª ronda (17–21 de abril) | 2ª ronda (17–21 de abril) | 2ª ronda (17–21 de abril) |  |    | Finales (23–27 de abril) | Finales (23–27 de abril) | Finales (23–27 de abril) |  |
|  |                          |                          |                          |            |    |                           |                           |                           |  |    |                          |                          |                          |  |
|  |                          |                          |                          |            |    |                           |                           |                           |  |    |                          |                          |                          |  |
|  | E1                       | Maine*                   | 0                        |            |    |                           |                           |                           |  |    |                          |                          |                          |  |
|  | E1                       | Maine*                   | 0                        |            |    |                           |                           |                           |  |    |                          |                          |                          |  |
|  | E4                       | Fort Wayne               | 2                        |            |    |                           |                           |                           |  |    |                          |                          |                          |  |
|  | E4                       | Fort Wayne               | 2                        |            | E4 | Fort Wayne                | 2                         |                           |  |    |                          |                          |                          |  |
|  |                          |                          |                          |            | E4 | Fort Wayne                | 2                         |                           |  |    |                          |                          |                          |  |
|  |                          |                          | E3                       | Canton     | 0  |                           |                           |                           |  |    |                          |                          |                          |  |
|  | E2                       | Sioux Falls*             | E3                       | Canton     | 0  | 1                         |                           |                           |  |    |                          |                          |                          |  |
|  | E2                       | Sioux Falls*             |                          |            |    |                           |                           |                           |  |    |                          |                          |                          |  |
|  | E3                       | Canton                   | 2                        |            |    |                           |                           |                           |  |    |                          |                          |                          |  |
|  | E3                       | Canton                   | 2                        |            |    |                           |                           |                           |  | E4 | Fort Wayne               | 0                        |                          |  |
|  |                          |                          |                          |            |    |                           |                           |                           |  | E4 | Fort Wayne               | 0                        |                          |  |
|  |                          |                          | W1                       | Santa Cruz | 2  |                           |                           |                           |  |    |                          |                          |                          |  |
|  | W1                       | Santa Cruz*              | W1                       | Santa Cruz | 2  | 2                         |                           |                           |  |    |                          |                          |                          |  |
|  | W1                       | Santa Cruz*              |                          |            |    |                           |                           |                           |  |    |                          |                          |                          |  |
|  | W4                       | Oklahoma City            | 0                        |            |    |                           |                           |                           |  |    |                          |                          |                          |  |
|  | W4                       | Oklahoma City            | 0                        |            | W1 | Santa Cruz                | 2                         |                           |  |    |                          |                          |                          |  |
|  |                          |                          |                          |            | W1 | Santa Cruz                | 2                         |                           |  |    |                          |                          |                          |  |
|  |                          |                          | W2                       | Austin     | 1  |                           |                           |                           |  |    |                          |                          |                          |  |
|  | W2                       | Austin*                  | W2                       | Austin     | 1  | 2                         |                           |                           |  |    |                          |                          |                          |  |
|  | W2                       | Austin*                  |                          |            |    |                           |                           |                           |  |    |                          |                          |                          |  |
|  | W3                       | Bakersfield              | 1                        |            |    |                           |                           |                           |  |    |                          |                          |                          |  |
|  | W3                       | Bakersfield              | 1                        |            |    |                           |                           |                           |  |    |                          |                          |                          |  |
|  |                          |                          |                          |            |    |                           |                           |                           |  |    |                          |                          |                          |  |

## Premios de la NBA D-League
- MVP de la temporada: Tim Frazier, Maine Red Claws
- Entrenador del Año: Scott Morrison, Maine Red Claws
- Rookie del año: Tim Frazier, Maine Red Claws
- Jugador defensivo del Año:  Aaron Craft, Santa Cruz Warriors
- Jugador más impactante: Jerel McNeal, Bakersfield Jam
- Jugador más mejorado: Joe Jackson, Bakersfield Jam
- Ejecutivo del Año: Tim Salier, Austin Spurs
- Sportsmanship Award: Renaldo Major, Bakersfield Jam

| - Mejor quinteto de la temporada - Tim Frazier, Maine Red Claws - Seth Curry, Erie BayHawks - Jerrelle Benimon, Idaho Stampede - Willie Reed, Grand Rapids Drive - Earl Barron, Bakersfield Jam | - 2º Mejor quinteto de la temporada - Bryce Cotton, Austin Spurs - Chris Babb, Maine Red Claws - Elliot Williams, Santa Cruz Warriors - Arinze Onuaku, Canton Charge - James Michael McAdoo, Santa Cruz Warriors | - 3.er Mejor quinteto de la temporada - Jerel McNeal, Bakersfield Jam - Jabari Brown, Los Angeles D-Fenders - Damien Wilkins, Iowa Energy - Adonis Thomas, Grand Rapids Drive - Eric Griffin, Texas Legends |

| - Mejor quinteto defensivo de la temporada - Aaron Craft, Santa Cruz Warriors - Fuquan Edwin, Sioux Falls Skyforce - Willie Reed, Grand Rapids Drive - Clint Capela, Rio Grande Valley Vipers - Khem Birch, Sioux Falls Skyforce | - 2º Mejor quinteto defensivo de la temporada - Tim Frazier, Maine Red Claws - Joe Jackson, Bakersfield Jam - Thanasīs Antetokounmpo, Westchester Knicks - Eric Griffin, Texas Legends - Sim Bhullar, Reno Bighorns | - 3.er Mejor quinteto defensivo de la temporada - Chris Babb, Maine Red Claws - Dominique Sutton, Santa Cruz Warriors - Jonathon Simmons, Austin Spurs - Ognjen Kuzmić, Santa Cruz Warriors - Hasheem Thabeet, Grand Rapids Drive |

| - Mejor quinteto de rookies - Tim Frazier, Maine Red Claws - Bryce Cotton, Austin Spurs - Jerrelle Benimon, Idaho Stampede - James Michael McAdoo, Santa Cruz Warriors - Khem Birch, Sioux Falls Skyforce | - 2º Mejor quinteto de rookies - David Stockton, Reno Bighorns - Jabari Brown, Los Angeles D-Fenders - C.J. Fair, Fort Wayne Mad Ants - Shawn Jones, Sioux Falls Skyforce - Talib Zanna, Oklahoma City Blue | - 3.er Mejor quinteto de rookies - Andre Dawkins, Sioux Falls Skyforce - Roscoe Smith, Los Angeles D-Fenders - Semaj Christon, Oklahoma City Blue - David Wear, Reno Bighorns - Sim Bhullar, Reno Bighorns |